# 総統警護隊
総統警護隊（そうとうけいごたい、独: Führerbegleitkommando, 略称：FBK）は、国家社会主義ドイツ労働者党の指導者アドルフ・ヒトラーの身辺警護を担った親衛隊（SS）の警護部隊である。

## 前史

### 親衛隊警護隊
1932年2月29日、ナチ党指導者ヒトラー及び党要人の身辺警護を任務とした12人からなる『親衛隊警護隊（SS-Begleitkommando）』が結成された。この部隊はヨーゼフ・ディートリッヒによって選定され、更にこの12人の内から『親衛隊総統警護隊（SS-Begleitkommando des Führers）』と呼ばれる8人の小隊が編成された。
この部隊はヒトラーの遊説に同行し警護を担当した。彼らが初めて公に登場したのは、1932年7月の国会選挙の際にヒトラーに同行した時であり、隊員は24時間体制で任務についた。

### 総統護衛隊
1933年3月、『総統護衛隊（Führerschutzkommando, FSK）』と呼ばれるもう一つの警護部隊が結成された。FSKは1934年よりヒトラー及び全国の警護部隊として親衛隊警護隊に取って代わり、国家機関となった。FSKは、ヒトラー並びに党要人の警護、暗殺計画の捜査、被警護者の到着前に建物・人物の事前調査などを任務としていた。
1935年8月1日よりFSKは『国家保安局（Reichssicherheitsdienst, RSD）』に改称された。
RSDの設立以降、親衛隊警護隊はヒトラーの個人的な警護部隊にとどまり、以後はRSD、秩序警察、ゲシュタポ、その他の機関と共同で警備を担うようになった。

### 総統警護隊
1937年より親衛隊警護隊は『総統警護隊（Führerbegleitkommando, FBK）』に再編された。隊員数は37人に増員され、再びSSアドルフ・ヒトラー連隊（LSSAH）から選抜された。
FBKはRSDとは別個の指揮下にありヒトラーの個人的な警護を担い、主な任務は、副官、連絡係、近侍、ウェイターなどであり、名目上、親衛隊全国指導者ハインリヒ・ヒムラーの指揮下にあったが、FBKはヒトラーから直接命令を受けており、ヒムラーは不満を抱いていた。　
管理上FBKはLSSAHの管理下にあり、部隊の指導者がヒトラーから、また後年にはヒトラーの主任副官のユリウス・シャウブ、RSD長官のヨハン・ラッテンフーバーへと変遷していったが任務の内容に変わりはなかった。
隊員はヒトラーに近づくことを許された唯一の武装部隊でありワルサーPPKを装備し、勤務中は武器の検閲や引き渡しの必要がなかった。一方、RSDの隊員はヒトラーからある程度離れた位置に留まることを要求されていた。

## 警護任務の実態

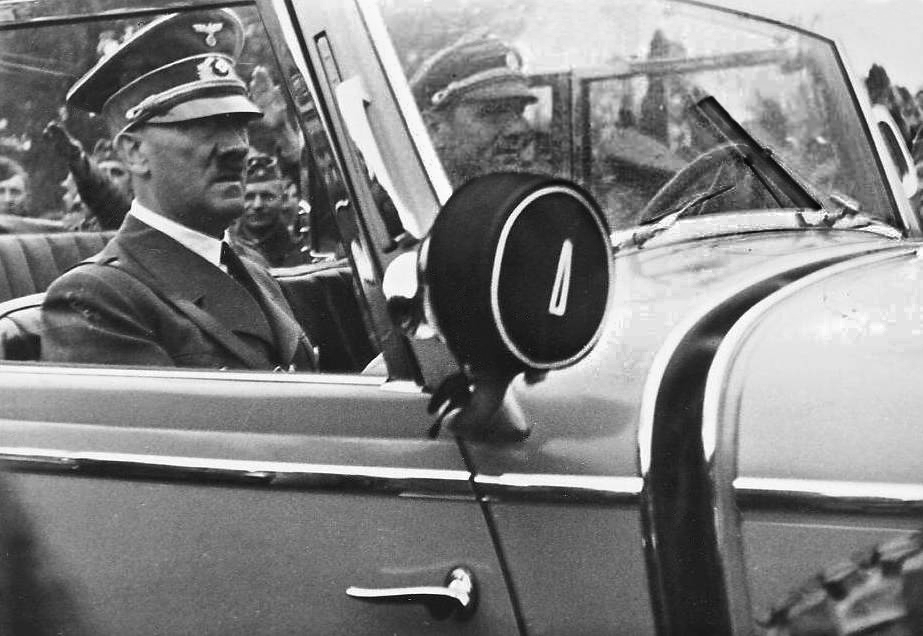
FBK隊員として乗車勤務につくエーリヒ・ケンプカ （1939年9月）

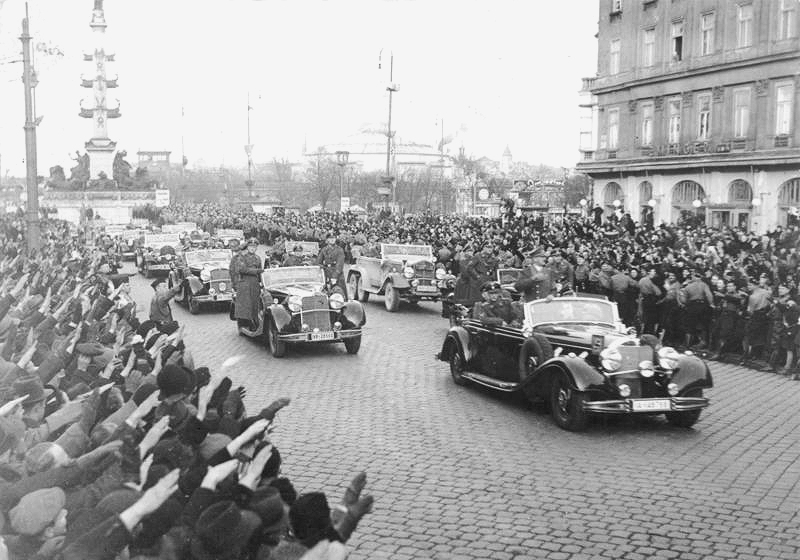
ヒトラーの乗車する車に続くFBKとRSDの車両（1938年）

FBKとRSDはヒトラーの移動や行事の際の警備、保護のため行動していたが、それぞれ別のグループで活動し別個の車両を使用していた。RSD長官のラッテンフーバーが全体の指揮を執り、FBKの指揮は彼の副官が務めた。FBK隊員でヒトラーの専属運転手でもあるエーリヒ・ケンプカは通常、ベルリンやミュンヘンなどに駐留していた6～8台の車群の中からヒトラーの黒いメルセデス・ベンツの1台を運転していた。要人と随行していない限りヒトラーはケンプカの隣の前座席に座り後部座席に副官が座っていた。ヒトラーの車の後には左右に2台の後続車が続き、1台にはFBKの隊員が、もう1台にはRSDの隊員が乗車していた。1938年7月、ケンプカの指示により完全に装甲化されたメルセデスが製造され、ヒトラーの50歳の誕生日である1939年4月20日に間に合うように納車された。この車は18mmの鋼板と厚さ40mmの防弾ガラスを備えていた。
1938年3月より、FBKとRSDの隊員は共にSSの標準的なグレーの制服を着用するようになった。この2つの部隊は親衛隊の管理下にあり、両部隊とも親衛隊員で構成されていた。ヒトラーの警護には非常に長い月日を要し、特にFBKの隊員は休むことなく24時間勤務で行動していた。しかし、刑事の専門知識を受けた刑事警察出身者を多く含むRSDの隊員は、自分たちがより専門集団であると自負しておりFBKの隊員を見下していた。FBKはヒトラーのすべての旅に同行し、第二次世界大戦中は占領下のヨーロッパ各地にある『総統大本営（Führerhauptquartier, FHQ）』にも常に駐留していた。ヒトラーが滞在していた場所にはFBKとRSDのメンバーが必ず出席し、FBKは厳重な警備を担い首相官邸などのヒトラーの執務室に通じる廊下の警備員として配置されていた。RSDはそれ以外の敷地内での警備を担当していた。
1943年1月15日時点でFBKは31人のSS将校からなる112人に拡大していた。隊員の一部は当時使用されていなかったヒトラーの山荘などの警備任務についた。

## 戦時中の行動
RSD長官であるラッテンフーバーはヒトラーの野戦本部の確保に責任を負っていた。ヒトラーは主に東部戦線における「総統大本営（Führerhauptquartier, FHQ）」で多くの期間を過ごしており、ヒトラーがこの司令部に最初に到着したのは1941年6月であり1944年11月20日の最後の出発まで約3年半の間、計800日以上をそこで過ごしている。総統大本営にはRSDと共にFBKの隊員も警備についた。「狼の巣（Wolfsschanze）」は鉄製のフェンスで囲われ、RSDとFBKの兵士が警備しておりヒトラーのブンカーと、厚さ2メートルの鉄筋コンクリートで作られた計10個のカモフラージュされたブンカーからなった。この地域には、数人の要人の宿舎、本部職員、2つの食堂、通信所、国防軍の『総統護衛旅団（Führer Begleit Brigade, FBB）』の兵舎があった。外周は地雷とFBBの兵士によって警備され監視塔、検問所などが配置されていた。
1944年7月20日のヒトラー暗殺未遂事件においてFBKやRSDの隊員による陰謀や暗殺未遂の計画はなく、特にFBKの隊員はヒトラーとの古い関係であり隊員の全てがヒトラーに忠誠を誓っていた。

### 大戦末期
1945年1月16日、敗戦が濃厚になるとRSDとFBKの隊員はヒトラーと共に総統官邸中庭の総統地下壕に移動することになった。地下壕においてRSDとFBKの隊員は警備室に配置され、地下壕に入る者は隊員による身分証明書と鞄の確認が行われたうえで壕の廊下に入ることが許可された。1945年4月23日時点で約30人のFBK隊員が駐留し、ヒトラーが1945年4月30日に自殺するまで警護にあたっていた。
ヒトラーの死後、地下壕はソビエト赤軍の砲撃を受けたためFBKとRSDの隊員は地下壕から避難していった。 隊員の残余は会議を催し、可能な者は総統官邸から離れて他の戦闘部隊に参加するようにとの命令が立案されたが、最終的にはベルリンから脱出しエルベ川で連合軍に投降するか、北部のドイツ軍に合流するというものであった。

## 隊員の制服
FBKの隊員は他の親衛隊員と同様にフィールドグレーの開襟型と詰襟型の勤務服をそれぞれ併用していた。制服のカフタイトルはアドルフ・ヒトラー連隊（LSSAH）と同じものが用いられ、RSDの隊員はLSSAHのカフタイトルを用いていない。
また、FBK隊員は管理上LSSAH配下の親衛隊特務部隊（武装親衛隊）の一部となっていたので、襟章に「SS」のルーン文字があしらわれたが、RSD隊員の制服の襟章は国家保安本部と同様に無地になっていた。肩章のモノグラムはFBKの隊員はLSSAHと同じものを用いたがRSD隊員は1939年より秘密野戦警察（GFP）の一部となっていたのでGFP職員用の肩章とモノグラムが用いられた。

## 創立メンバー
- ボド・ゲルツェンロイヒター（Bodo Gelzenleuchter）[1]
- ウィリー・ヘルツベルガー（Willy Herzberger）[2]
- クルト・ギルディシュ（de:Kurt Gildisch）[2]
- ブルーノ・ゲッシェ（de:Bruno Gesche）[3]
- フランツ・シェードレ（de:Franz Schädle）[3]
- エーリヒ・ケンプカ[1]
- アウグスト・ケルバー（August Körber）[1]
- アドルフ・ディル（Adolf Dirr）[1]

## 指揮官
- ボド・ゲルツェンロイヒター - 1932年3月～?
- ウィリー・ヘルツベルガー - 1932年～1933年4月11日
- クルト・ギルディシュ - 1933年4月11日～1934年6月15日
- ブルーノ・ゲッシェ - 1934年6月15日～1942年4月、1942年12月～1944年12月
- フランツ・シェードレ - 1945年1月～4月

## 著名な隊員
- エーリヒ・ケンプカ - ヒトラーの専属運転手。
- ハンス・ヘルマン・ユンゲ - ヒトラー最後の個人秘書として知られるトラウデル・ユンゲの夫。
- ハインツ・リンゲ - ヒトラーの副官。自殺したヒトラーの遺体を焼いた人物の一人でもある。
- オットー・ギュンシェ - ヒトラーの副官。ヒトラーとその妻エヴァ・ブラウンの遺体にガソリンをまいて焼却した。
- ローフス・ミシュ - ヒトラーの文書及び電話交換手。ヒトラーが自殺したベルリンの総統地下壕に留まった最後の生存者。